# Dryopteris christensenae
Dryopteris christensenae är en träjonväxtart som först beskrevs av Ren-Chang Ching, och fick sitt nu gällande namn av Li Bing Zhang. Dryopteris christensenae ingår i släktet Dryopteris och familjen Dryopteridaceae. Inga underarter finns listade.